# Sidlaghatta
Sidlaghatta är en ort i Indien.   Den ligger i distriktet Chikkaballapur och delstaten Karnataka, i den södra delen av landet, 1 700 km söder om huvudstaden New Delhi. Sidlaghatta ligger 905 meter över havet och antalet invånare är 49 114.
Terrängen runt Sidlaghatta är platt. Runt Sidlaghatta är det tätbefolkat, med 319 invånare per kvadratkilometer. Närmaste större samhälle är Chik Ballāpur, 15,6 km väster om Sidlaghatta. Omgivningarna runt Sidlaghatta är en mosaik av jordbruksmark och naturlig växtlighet.